# Министерство транспорта и связи Норвегии
Министерство транспорта и связи Норвегии несёт ответственность за транспортировку и телекоммуникационную инфраструктуру в Норвегии. Министерство отчитывается перед парламентом (Стортингом).

## Отделы
- Информационный отдел
- Департамент планирования, управления и по экономическим вопросам
- Департамент гражданской авиации, почтовых услуг и телекоммуникаций
- Департамент общественных дорог и железнодорожного транспорта
- Департамент транспорта

### Дочерние компании
- Национальная железнодорожная администрация
- Норвежский совет по расследованию происшествий
- Норвежская гражданская авиация
- Норвежский совет связи и телекоммуникаций
- Норвежская Железнодорожная инспекция
- Норвежские государственные железные дороги (компания)